# 岸野一彦
岸野 一彦（きしの かずひこ、1934年2月14日 - 2020年2月22日）は、日本の俳優、声優、ナレーター。徳島県生まれ。大阪府堺市出身。東京俳優生活協同組合に所属していた。

## 来歴
同志社大学卒業。テレビ放送開始したばかりの時期、その頃、役者の仕事を始めた。1957年、劇団四季へ入団。1970年に東京俳優生活協同組合（俳協）へ移籍。
晩年は高齢のために活動をセーブし、持病などもなく元気に過ごしていたが、2020年2月22日、急性心不全により死去。86歳没。

## 人物
声種はバリトン。ユーモラスな感じの声が魅力的。特技は大阪弁（河内弁、泉州弁）。趣味は野球。
俳優としては、1960年代からテレビドラマの脇役を中心に活躍していた。甘味のある渋さに定評があり、まじめなサラリーマン役が多かった。
声優としては、多くのアニメ、洋画の吹き替えに参加していた。代表作はテレビアニメ『キン肉マン』のキン肉大王役など。「役作りで、キン肉大王はこういう所に気をつけようとかありました?」という質問に対して、「『存在感を出す』という事であり、主に委員長との掛け合いが多かったことから、委員長も色々とアドリブを出してくると、こちらも対抗して色々な事をやらなければいけなかった」とのこと。委員長の博多弁に対抗して、変な大阪弁を使ったりと無茶苦茶だったが、そういうアドリブも採用してくれたことから面白かったという。大王以外にもネプチューンマン、ジャンクマンなど色々な役を演じており、「大王の声を出して、すぐ後にジャンクマンの声を出さなきゃいけない時に、気持ちの転換はどんな感じでされていたのですか?」という質問に対して、「瞬間で切り替えて、あまり出来ない時は止めてもらい、気持ちを切り替えてからまたやる」といったこともできたという。困るのは、岸野の兼ね役同士の会話している場合であり、ネプチューンマンと大王が絡んでいた時は1人で会話していたが、ネプチューンマンはロウ、大王はテンション上げるという風に変えていくという工夫をしており、そういうのも面白かったという。『キン肉マン』を3年くらいやっている中で、声優として学んだこととしては、それまでキン肉大王のようなキャラクターは演じたことはなかったが、岸野の中で「幅が出てきたかな」と、色々な発見があったという。
役柄としては主に悪役、シリアスな役を演じていた。「役柄に関して、2枚目と3枚目ではどちらの方が演じやすいですか?」という質問に対して、「基本的には同じだが、2枚目だと照れるため、3枚目のほうが演じやすかった」という。特撮作品の怪人の声も多数担当していた。
ドキュメンタリーなどのナレーションなども務めていた。

## 後任・代役
一部の担当していた役を交代している。死後、伴う代役・後任は以下の通り。
| 後任     | 役名                       | 作品                                | 後任の初出演               |
| -------- | -------------------------- | ----------------------------------- | -------------------------- |
| 後藤光祐 | 尼夏籐九郎                 | 『忍たま乱太郎』                    | 第27期                     |
| 五王四郎 | 皆本武衛                   | 『忍たま乱太郎』                    | 第29期                     |
| 辻親八   | ガドヴェド・ガオード       | 『ガン×ソード』                     | 『スーパーロボット大戦T』  |
| 岡本幸輔 | たこやきまん               | 『それいけ!アンパンマン』           | TV第1586話Aパート          |
| 一条和矢 | おじいちゃん（野比のびる） | 『ドラえもん（テレビ朝日版第2期）』 | 2025年2月15日放送分Bパート |

## 出演（俳優）

### テレビドラマ
- 青年同心隊 第13話「それでも虹を追う」（1965年、TBS）- 井沢
- 木下恵介アワー 喜びも悲しみも幾歳月 第22話（1965年、TBS）
- 泣いてたまるか 第73話「家つき、カーつき、ババアつき」（1968年、TBS）
- アテンションプリーズ 第22話（1970年、TBS）
- 大江戸捜査網 第5シリーズ 第37話「故郷偲ぶ薄幸の女」（1970年、テレビ東京）
- 大河ドラマ（NHK総合）
  - 新・平家物語（1972年） - 商人
  - 勝海舟（1974年） - 目付
  - 徳川家康 第37話「窮鳥猛鳥」（1983年） - 神谷信濃守
  - 山河燃ゆ（1984年） - 捜査官
  - 徳川慶喜（1998年） - マシュー・ペリーの声の吹き替え
- 帰ってきたウルトラマン 第39話「冬の怪奇シリーズ 20世紀の雪男」（1972年、TBS） - 天文台係官
- 特別機動捜査隊 第543話「皆殺しの詩」（1972年、テレビ朝日） - 秘書
- タイム・トラベラー（1972年、NHK総合） - 新聞記者
- 太陽にほえろ!（日本テレビ）
  - 第134話「正義」（1975年）
  - 第178話「リスと刑事」（1975年）
  - 第257話「山男」（1977年）
  - 第349話「見知らぬ乗客」（1979年）
  - 第387話「雨の中の女」（1979年）
  - 第402話「島刑事よ、安らかに」（1980年）
  - 第448話「風船爆弾」（1981年） - 城南区役所職員
  - 第517話「落書き」（1982年）
  - 第566話「あいつが…」（1983年）
  - 第576話「刑事・山さん」（1983年）
  - 第587話「殺人広告」（1984年）
  - 第593話「ジプシー再び」（1984年）
  - 第639話「春なのに…」（1985年）
  - 第668話「絆」（1985年）
  - 第696話「正面18度」（1986年） - アナウンサー
  - 第715話「山さんからの伝言」（1986年）
- サンダーマスク（1973年、日本テレビ）
- イナズマン（1973年、テレビ朝日）
  - 第2話「危うし少年同盟! 呪いの水!!」 - 医師
  - 第13話「傷ついたイナズマン」 - リカの父
- 土曜日の女シリーズ 天使が消えていく（1973年、日本テレビ）
- 子連れ狼 第12話「鹿追い」（1973年、日本テレビ）
- 鉄人タイガーセブン 第17話「日本列島沈没の危機!!」（1974年、フジテレビ） - アナウンサー
- 白い牙 第16話「虚栄の女」（1974年、日本テレビ）
- ユタとふしぎな仲間たち（1974年、NHK総合）
- 北都物語 -絵梨子のとき- 第1話（1975年、よみうりテレビ）
- アクマイザー3（テレビ朝日）
  - 第8話「なぜだ?! 子供につかまったザビタン」（1975年） - 左久井アナウンサー
  - 第16話「なぜだ?! 赤い傘の秘密」（1976年） - 河平夕子の父
- 木下恵介・人間の歌シリーズ もうひとつの春（1975年、TBS）
- 赤い衝撃 第21話「幻のお父さん 私の命を助けて下さい!」（1976年、TBS）
- 赤い運命 第4話「恐ろしい告白にゆらめく娘心」（1976年、TBS） - 弁護士
- スーパー戦隊シリーズ（テレビ朝日）
  - 秘密戦隊ゴレンジャー
    - 第58話「真赤な野望! 総統閣下の黄金城」（1976年） - 佐久井アナウンサー ※岸野和彦と誤表記
    - 第75話「真赤な火炎地獄!! ストーブ仮面の陰謀」（1977年） - 村山

  - 大戦隊ゴーグルファイブ 第19話「お化け屋敷の秘密」（1982年） - 医師
- 金曜ドラマ 岸辺のアルバム 第6話（1977年、TBS） - フロントの男
- 俺たちの旅 第23話「ついに東大に入りました!?」（1977年、日本テレビ）
- 大鉄人17 第20話「ガンバレ兄ちゃん! 栄光の甲子園」（1977年、毎日放送） - 実況アナウンサー
- 森村誠一サスペンスシリーズ 腐蝕の構造 第5回（1977年、TBS）
- 赤い絆 第16話「偽りの華燭」（1977年、TBS）
- 大都会 PARTII（1977年、日本テレビ）
- 七人の刑事（1978年、TBS）
  - 第6話「パニック イン 警視庁」
  - 第9話「銃殺命令」
- スパイダーマン 第30話「ガンバレ美人おまわりさん」（1978年、12ch） - 警備課長
- 東京メグレ警視シリーズ 第11話「警視の財布を掏った男」（1978年、テレビ朝日）
- 風の隼人 第11回「密偵家族」（1979年、NHK総合） - 中間
- 鉄道公安官 第16話「アグネスの鎌倉秘密旅行」（1979年、テレビ朝日）
- 3年B組金八先生シリーズ（TBS）
  - 第1シリーズ 第8話「子供の喧嘩に親が」（1979年） - 池野義平〈国広の父〉
  - 第3シリーズ 第6話「先公なんか信じない!」（1988年） - 医師
- 噂の刑事トミーとマツ（TBS）
  - 第1シリーズ
    - 第4話「女ごころvs迷コンビ」（1979年）
    - 第33話「奇妙きてれつ、ダブル変身」（1980年）
- 土曜ワイド劇場（テレビ朝日）
  - 帝銀事件 大量殺人・獄中32年の死刑囚（1980年）
  - 牟田刑事官事件ファイル2 「女たちの殺人パーティー 青年社長をめぐる6人の女」（1983年）
- 虹子の冒険 第1話「あなたならどうする」（1980年、テレビ朝日）
- さすらいの甲子園（1980年、日本テレビ）
- 新・江戸の旋風 第15話「夫婦団子」（1980年、フジテレビ）
- 特捜最前線（テレビ朝日）
  - 第191話「ジングルベルを聴く婦警!」（1980年）
  - 第258話「ヨコハマストーリー!」（1982年）
  - 第272話「狙われた乗客!」（1982年）
  - 第278話「逮捕 魔の24時間!」（1982年）
  - 第293話「木枯しの街で!」（1982年）
  - 第300話「鏡の中の女!」（1983年）
  - 第341話「殺人マラソンコース!」（1983年）
  - 第386話「OL・疑惑の失踪事件!」（1984年）
- 俺はおまわり君 第19話「岡班長、死なないで!」（1981年、日本テレビ）
- Gメン'75（TBS）
  - 第317話「女の裏窓 24時間」（1981年）
  - 第348話「生き返った5年前の死体 PARTII」（1982年）
  - 第353話「白衣の天使 連続殺人事件」（1982年） − 捜査員
- ポーラテレビ小説 / 発車オーライ（1981年、TBS）
- 秘密のデカちゃん 第13話「もうバレそう! プールサイドの恋合戦」（1981年、TBS） - ホテルフロント
- ザ・ハングマン（テレビ朝日）
  - 第33話「団地妻を喰らうゴキブリ達」（1981年）
  - 第35話「にせハングマン壊滅作戦」（1981年）
- 噂の刑事トミーとマツ（TBS）
  - 第2シリーズ
    - 第1話「絶望! やっぱり駄目だ このコンビ」（1982年）
    - 第22話「トミマツ呆然! 課長必殺の突撃」（1982年）
- 月曜ワイド劇場「轢き逃げ わが子を殺された母の復讐!」（1983年、テレビ朝日）
- 外科医 城戸修平 最終話「いのち美しく」（1983年、TBS）
- ザ・サスペンス / 骨肉の家（1983年、TBS）
- 高校聖夫婦 第11話「純愛ゆえの暴走」（1983年、TBS） - 父・邦雄
- ザ・ハングマン4（テレビ朝日）
  - 第8話「帰ってきたマリアをナイフが襲う!」（1984年）
  - 第21話「美人秘書の（秘）情報が連続殺人を生む!」（1985年）
  - 第22話「検察官が新種の麻薬づくりを強要する!」（1985年）
- うちの子にかぎって… 第2話「俗悪テレビ番組 文句あるなら云うてみい」（1984年、TBS） - 行商人
- 若き血に燃ゆる〜福沢諭吉と明治の群像（1984年、テレビ東京）
- 不良少女とよばれて 第21話「エバー・オンワード」（1984年、TBS）
- 毎度おさわがせします 第3シリーズ「ポコチンどりーむ」（1985年、TBS）
- 水曜ドラマスペシャル（TBS）
  - 渡辺淳一の桜いろの桜子（1986年）
  - 恋人たちのいた場所（1986年）
  - ベスト・フレンド 「人間交差点」より（1987年） - 吉沢晃
- 大都会25時 第12話「殺人プラス誘拐! 予備校生のゆがんだ方程式」（1987年、テレビ朝日）
- 銀河テレビ小説 / お父さん入門（1988年、NHK総合）
- 月曜ドラマスペシャル / 第三の女（1989年、TBS）
- 刑事貴族 第16話「警官嫌い」（1990年、日本テレビ）
- 魔術はささやく（1990年、日本テレビ） - 水野義之 役
- さすらい刑事旅情編III 第23話「冬山遭難の謎!?白いコートの女の殺意」（テレビ朝日、1990年）
- はぐれ刑事純情派IV 第10話「記憶を失った女・宝くじ殺人事件」（1991年、テレビ朝日） - 医師
- 黄金を抱いて翔べ（1991年、日本テレビ）
- ドラマ新銀河（NHK総合）
  - 赤ちゃんが来た（1994年） - 堂島監督の声
- 土曜ドラマ / 否認（1994年、NHK総合）
- 警部補・古畑任三郎 第11話「さよなら、DJ」（1994年、フジテレビ） - ラジオニュースの声
- 渡る世間は鬼ばかり 第1シリーズ 第34話（1990年、TBS） - 太郎の父
- 六番目の小夜子（2000年、NHK総合） - 老人の声
  - 第2話「亡霊」
  - 第5話「不思議なうたごえ」
- 死神くん 第8話「ピーマン食べたの巻」（テレビ朝日、2014年） - 保証人

### 映画
- 思いやり（1973年）※教育短編映画
- 西風（1981年）
- 新せっけん物語（1982年） - 語り
- 逆噴射家族（1984年） - アナウンサーの声
- 赤い禁猟区 ハードコアの夜（1986年） - TVアナウンサー
- 首都消失（1987年）
- マイフェニックス（1989年）
- 東京上空いらっしゃいませ（1990年、松竹）

### 舞台
- 朗読劇 浅田次郎作「死に賃」（2013年） - 小柳

### CM
- 日本損害保険協会（1975年）[7]

## 出演（声優）
太字はメインキャラクター。

### テレビアニメ
1965年
- スーパージェッター

1975年
- アンデス少年ペペロの冒険（子供の父）

1976年
- 新ドン・チャック物語（キングベア、ブラックジャック）
- 母をたずねて三千里（イカダ船の乗組員）
- ピコリーノの冒険（マルチェロ）

1978年
- 家なき子
- キャプテン・フューチャー（エズラ・ガーニー）
- 新・エースをねらえ!
- 新・巨人の星
- ペリーヌ物語（警官）

1979年
- 新・巨人の星II
- 未来ロボ ダルタニアス（司令官）

1980年
- 若草物語（バーンズ）

1981年
- じゃりン子チエ（牛の鼻、デンプシーの主人）
- タイガーマスク二世（1981年 - 1982年、宇宙仮面SF、ゲラー、アシダ、ロイ・マッケンジー、白魔ナイト 他）

1982年
- 愛の戦士レインボーマン（大宮博士）
- アンドロメダ・ストーリーズ（ゴダイ）

1983年
- 亜空大作戦スラングル（技師長、サルツマン）
- 機甲創世記モスピーダ（ファイド）
- 銀河疾風サスライガー（メイホア）
- キン肉マン（1983年 - 1986年、キン肉大王、牛丼屋主人、ゴリザエモン、ニカワ、シーク、アトランティス、ジャンクマン、ネプチューンマン、ヤマカーン、グドン 他）
- 吾輩は犬である ドン松五郎の生活（刑事A）
- まんが日本史（畠山重忠、柴田勝家）

1984年
- キャプテン翼
- キン肉マン 決戦!!7人の超人VS宇宙野武士（キン肉大王）
- ビデオ戦士レザリオン（ゼブラ、ガツ）
- 牧場の少女カトリ（ビルッキ）

1985年
- あした天気になあれ
- 悪魔島のプリンス 三つ目がとおる（犬持先生）
- 小公女セーラ（ラビニアの父）

1986年
- 銀牙 -流れ星 銀-（武蔵）
- 剛Q超児イッキマン（能書さん）
- ワンダービートS（ボーソン・ドワイエ）

1987年
- 北斗の拳2（コセム）

1988年
- エスパー魔美（1988年 - 1989年、達吉の息子、田端、優太郎、父親、警部）
- 美味しんぼ（1988年 - 1992年、大不二清兵衛、左田修一、蔡進栄、薪市） - 1シリーズ + 特別編1作品
- シティーハンター シリーズ（1988年 - 1991年、定光、幹部） - 2シリーズ
- それいけ!アンパンマン（たこやきまん〈初代〉）

1989年
- 新ビックリマン（貝老与）
- YAWARA!（1989年 - 1992年、編集長）

1990年
- 笑ゥせぇるすまん（男谷毛馬）

1991年
- 機甲警察メタルジャック（神崎源一郎）
- 緊急発進セイバーキッズ（市長 他）
- チンプイ（男）
- トラップ一家物語（楽器店店主）
- 21エモン（1991年 - 1992年、船長 / 採石船船長、ハリハリフラワー）
- 新世紀GPXサイバーフォーミュラ（菅生幸二郎）
- 横山光輝 三国志（1991年 - 1992年、劉表）

1992年
- クレヨンしんちゃん（1992年 - 1994年、園長、阪神ファンのおじさん、トラック運転手）
- 伝説の勇者ダ・ガーン（1992年 - 1993年、高杉光一郎、学者ロボ、士官）
- スペースオズの冒険（サンタ）
- 超電動ロボ 鉄人28号FX（ノイエ市長）
- ママは小学4年生（団長）

1993年
- 機動戦士Vガンダム（ロブ・オレスケス）
- 忍たま乱太郎（1993年 - 2010年、皆本武衛〈初代〉、大将、主人、尼夏藤九郎〈初代〉、陶芸家）
- ミラクル☆ガールズ（機長）
- 勇者特急マイトガイン（1993年 - 1994年、青木桂一郎）

1994年
- 七つの海のティコ（祖父）
- 機動武闘伝Gガンダム（上官、ウィリアム）
- サムライスピリッツ 破天降魔の章（徳川吉宗）
- ツヨシしっかりしなさい（のぞみの父）

1995年
- ロミオの青い空（ビットリオ・マルティーニ、カニーロ）

1996年
- 家なき子レミ（古着屋主人）
- 機動新世紀ガンダムX（ザイデル・ラッソ）
- ダックテイル（バットマウンテン卿）
- ドラえもん（テレビ朝日版第1期）（1996年 - 1999年、男、校長）
- 名探偵コナン（1996年 - 2015年、田中和由、藤沢俊明、望月利男、江尻太志、中村剛彦、徳永栄太郎）
- YAWARA! Special ずっと君のことが…。（編集長）

1997年
- スレイヤーズTRY（ホーナー）
- 中華一番!（ヤン大人）

1998年
- 星方武侠アウトロースター（総督）
- ロードス島戦記-英雄騎士伝-（グリーバス）

1999年
- イソップワールド（大樹）
- THE ビッグオー（エド・ヒラリー）
- 週刊ストーリーランド（1999年 - 2000年、プロダクション社長、庄屋、ナレーション）
- 地球防衛企業ダイ・ガード（毒島）
- 神八剣伝（ゴルチ）

2000年
- アルジェントソーマ（准将）

2001年
- i-wish you were here-（幹部1）
- GEAR戦士電童（西園寺）
- HELLSING（科学顧問）

2002年
- フルメタル・パニック!（2002年 - 2005年、スミノフ局長、ジェローム・ボーダ） - 2シリーズ

2003年
- TEXHNOLYZE（伊崎隆一）

2004年
- SAMURAI 7（ソウベエ）
- 火の鳥（塙陣太夫）
- 爆裂天使（勝署長）

2005年
- ガン×ソード（ガドヴェド・ガオード）

2006年
- ARIA The NATURAL（マエストロ）
- NANA（西本）

2008年
- ドラえもん（テレビ朝日版第2期）（2008年 - 2015年、主人、ウマヅラ、おじいちゃん〈野比のびる〉〈3代目〉）

2009年
- 地獄少女 三鼎（溝呂木省吾）
- 真マジンガー 衝撃!Z編 on television（Dr.ヘル）

2011年
- しまじろう ヘソカ（2011年 - 2012年） - 2シリーズ

2012年
- ONE PIECE（ミョスガルド聖の父）

2016年
- 一人之下 the outcast（徐翔〈老〉）

2018年
- フルメタル・パニック! Invisible Victory（ジェローム・ボーダ提督）

### 劇場アニメ
1980年
- あしたのジョー
- 地球へ…（白衣の男）

1981年
- じゃりン子チエ（客2、社長の部下）
- フリテンくん

1982年
- FUTURE WAR 198X年
- 浮浪雲（六）

1984年
- キン肉マン 奪われたチャンピオンベルト（キン肉大王）
- キン肉マン 大暴れ!正義超人（キン肉大王）
- 少年ケニヤ（花嫁の父）

1985年
- オーディーン 光子帆船スターライト（トンプソン朝永）
- キン肉マン 正義超人vs古代超人（キン肉大王）
- キン肉マン 逆襲!宇宙かくれ超人（キン肉大王）
- キン肉マン 晴れ姿!正義超人（キン肉大王）

1986年
- キン肉マン ニューヨーク危機一髪!（キン肉大王）
- キン肉マン 正義超人vs戦士超人（キン肉大王）

1987年
- 勝利投手（コミッショナー）
- 妖獣都市（病院長）

1988年
- ビックリマン 第一次聖魔大戦（たつ魔鬼）

1989年
- ドラえもん のび太の日本誕生（クラヤミ族A）

1990年
- 宇宙皇子（阿修羅王）
- シティーハンター ベイシティウォーズ（クロード）

1991年
- アルスラーン戦記（カリカーラ2世）

1992年
- アルスラーン戦記II（カリカーラ2世）
- 機動戦士ガンダム0083 ジオンの残光（イワン・パサロフ、ピーター・パープルトン）
- 三国志 第一部・英雄たちの夜明け（王県令）
- ドラえもん のび太と雲の王国（代表A）

1993年
- Coo 遠い海から来たクー（Dr.ダヴァル）
- 三国志 第二部・長江燃ゆ!（程昱）
- ドラえもん のび太とブリキの迷宮（ロボット博士A）

1994年
- 三国志 完結編・遥かなる大地（劉璋）
- それいけ!アンパンマン みんな集まれ! アンパンマンワールド（たこやきまん）
- 平成狸合戦ぽんぽこ（警官）

1995年
- スレイヤーズ（宿屋の主人）
- ドラえもん のび太の創世日記（運転手）

1996年
- スレイヤーズRETURN（村人A）

1997年
- スレイヤーズぐれえと（審判）

1998年
- スレイヤーズごぅじゃす（兵士1）

2000年
- 機動戦士ガンダム 特別版（リード）
- 機動戦士ガンダムIII めぐりあい宇宙編 特別版（トワニング）

### OVA
年数不明
- キン肉マン 世紀の大決戦 アイドル超人VS悪魔超人（アトランティス）

1987年
- 火の鳥 ヤマト編（ヤマト王）

1988年
- 機甲猟兵メロウリンク（ガナード少尉）
- XANADU ドラゴンスレイヤー伝説（国王）
- 麻雀飛翔伝 哭きの竜（メガネ）

1990年
- 変幻退魔夜行 カルラ舞う!〜仙台小芥子怨歌〜（新造の父）

1991年
- 機動戦士ガンダム0083 STARDUST MEMORY（1991年 - 1992年、医者、パサロフ、提督）
- 創竜伝
- 迷走王ボーダー 社会復帰編（店主）

1992年
- 超時空要塞マクロスII -LOVERS AGAIN-
- 新世紀GPXサイバーフォーミュラ11（菅生幸二郎）

1993年
- アルスラーン戦記 汗血公路（サーム）
- 銃夢（ゴンズ）
- 超時空世紀オーガス02（アカマス）
- ハローキティのハッピー! 仮装大会（バーツ）
- 妖世紀水滸伝（徐墦仇）

1994年
- 新世紀GPXサイバーフォーミュラZERO（菅生幸二郎）

1995年
- アルスラーン戦記 征馬孤影（イルテリシュ）
- 銀河英雄伝説（リッチェル中将）

1996年
- スレイヤーズすぺしゃる（マスター、悪党1）
- 二人の王子さま（森のおじさん）

1998年
- MASTERキートン（老夫）

2003年
- IZUMO（ザカル）

2006年
- 機動戦士ガンダムSEED C.E.73 STARGAZER（モリセイワ）

### Webアニメ
- リーンの翼（2005年、ガルン）
- 機動戦士ガンダムSEED C.E.73 STARGAZER（2006年、モリセイワ）

### ゲーム
1992年
- YAWARA!

1998年
- ダークメサイア（「聖なる輪」司祭）
- トラップガンナー（スティルブ）

2000年
- ブレイブサーガ2（高杉光一郎）

2002年
- 機動戦士ガンダム ギレンの野望 ジオン独立戦争記（ジーン・コリニー提督、ウォルフガング・ヴァール大尉）

2003年
- 第2次スーパーロボット大戦α（イワン・パサロフ）

2004年
- スーパーロボット大戦GC（ジオン士官、新惑星連合士官、鉄仮面）

2005年
- 機動戦士ガンダム 一年戦争（リード中尉、トワニング准将）
- 第3次スーパーロボット大戦α 終焉の銀河へ（イワン・パサロフ）

2006年
- キン肉マン マッスルグランプリMAX（アトランティス、ジャンクマン、ドクター）
- スーパーロボット大戦XO（ジオン士官、新惑星連合士官、鉄仮面）

2007年
- SDガンダム GGENERATION（2007年 - 2009年、リード、イワン・バサロフ、ザイデル・ラッソ） - 2作品
- キン肉マン マッスルグランプリ2（アトランティス、ジャンクマン、ネプチューンマン）

2008年
- 機動戦士ガンダム ギレンの野望 アクシズの脅威（ジーン・コリニー提督、ウォルフガング・ヴァール大尉）
- キン肉マン マッスルグランプリ2 特盛（アトランティス、ジャンクマン、ネプチューンマン）

2009年
- 機動戦士ガンダム ギレンの野望 アクシズの脅威V（ジーン・コリニー提督、ウォルフガング・ヴァール大尉）

2012年
- 第2次スーパーロボット大戦Z 再世篇（Dr.ヘル）

2013年
- ファイナルファンタジーXIV:新生エオルゼア（ラムウ）

2015年
- スーパーロボット大戦BX（Dr.ヘル）
- ファイナルファンタジーXIV: 蒼天のイシュガルド（ラムウ）

2017年
- The Lost Child（番場安隆）
- スーパーロボット大戦V（Dr.ヘル）

### ドラマCD
- ARIA The ORIGINATION BOX限定ドラマ（ゴンドラ工房のおじさん）
- 機動戦士ガンダム0083 STARDUST MEMORY ルンガ沖砲撃戦（イワン・パサロフ）
- 機動戦士ガンダム0083 CDシネマ2/宇宙の蜉蝣（イワン・パサロフ）
- コードギアス 反逆のルルーシュ（枢木ゲンブ）
- シティーハンター 哀しい天使 カセットブックCD（西九条定光）
- 西洋骨董洋菓子店（漆原のだんな）
- 長恨歌〜蛇性の淫〜（吉野家宗左衛門）
- 伝説の勇者ダ・ガーン ミステリアス・ツアー（高杉光一郎）
- 勇者特急マイトガイン 嵐を呼ぶハネムーン（青木桂一朗）

### CD
- 『キン肉マン 超人大全集（CD）』※セリフのみ
  - 『無冠の帝王（ネプチューンマンのテーマ）』（ネプチューンマン）
  - 『栄光の大王（キン肉大王のテーマ）』（キン肉大王）

### ラジオドラマ
- KRラジオ図書館「遊覧飛行」（1992年）
- FMシアター「バスで行く人」（2000年） - 谷田部
- 中村真一郎ラジオドラマシリーズ
  - 第2回「星空の対話」（2007年）
  - 第3回「三角な夢」（2008年） - 老人、警官 他
  - 第4回「恋の夜は真昼」（2009年） - 父、医者
- 偉大なるミステリー作家たち「エラリー・クイーン・A-Zの謎」（2009年） - クイーン警視
- 浅田次郎作品 夕映え天使（2011年） - 一郎の父
- MY HOME MY LIFE（2013年） - 美雪の父

### 吹き替え

#### 映画
- 愛と哀しみの旅路 ※ソフト版
- イナゴの日（クロード・エスティ〈リチャード・ダイサート〉）
- 美しき獲物（ジェレミー・エドモンズ）
- ウディ・アレンのバナナ
- 運命の瞬間/そしてエイズは蔓延した（マーク・コナント〈リチャード・ジェンキンス〉）
- おもちゃの王国（おもちゃ博士〈エド・ウィン〉）
- ガス燈（ウィリアムズ〈トム・スティーブンソン〉）※テレビ東京版
- カプリコン・1（プライス副大統領〈ジェームズ・カレン〉）
- カリフォルニア〜ジェンマの復讐の用心棒（プレストン氏〈ウィリアム・バーガー〉）
- キャサリン大帝（英国大使〈ジャック・ホーキンス〉）
- ゴーストバスターズ ※フジテレビ版
- ザ・フォッグ（アル・ウィリアムズ）※テレビ朝日版
- サンダーバード 劇場版（所長）※NHK版
- ジャックと悪魔の国
- スティング（ハーモン、ロンバード、グリアー）※テレビ朝日版
- 大西部無頼列伝（オカニヨ〈フランコ・ファンタシア〉、セプテンブレ〈サル・ボルゲーゼ〉）※TBS版
- タイムコップ（アーロン・マッコム上院議員〈ロン・シルヴァー〉）※ソフト版
- 太陽がいっぱい ※日本テレビ版
- ダブル・インパクト（ポール・ワグナー）※VHS版
- 血とバラ（判事）
- デイワン～衝撃・悪夢の選択（マーシャル国務長官〈ハル・ホルブルック〉）
- テレマークの要塞 ※テレビ朝日版
- 天使の自立（ノース判事、ウォルドマン判事）
- Dr.ギグルス（ハンク・マグルーダー〈リチャード・ブラッドフォード〉）
- トレマーズ（ジム〈コンラッド・バックマン〉）※ソフト版
- ニコラスの贈りもの（レッジ〈アラン・ベイツ〉）※VHS版
- 破壊!（ウェルドマン〈ウィリアム・シルベスター〉）
- バトルクリーク・ブロー（タクシー運転手）
- 張り込み ※フジテレビ版
- ファミリー・プロット ※TBS版
- フレッチ登場!/5つの顔を持つ男（ジム・ボブ）※VHS版
- ホーム・アローン（ラリー・バルザック巡査〈ラリー・ハンキン〉）※ソフト版
- ぼくはゴーディ（知事）
- ボブ★ロバーツ（カレブ・メンク医師〈トム・アトキンス〉）
- マイ・ガール（ウェルティ医師）※ソフト版
- マッドストーン（タウンズ）
- マペットの夢みるハリウッド（マックス・クラスマン教授〈メル・ブルックス〉）※LD版
- 未来惑星ザルドス
- 迷宮のレンブラント
- U・ボート（クリーヒバウム航海長、ゼーヴァルト）※ソフト版
- 勇気ある追跡 ※テレビ東京版
- ユン・ピョウ in ドラ息子カンフー（リーチェンの父）※フジテレビ版
- 溶解人間（ニール・ブレイク保安官〈マイケル・オールドレッジ〉）
- ライオンハート ※テレビ東京版
- ラルフ一世はアメリカン（グスタフ国王〈ジュリアン・グローヴァー〉）
- レディ・カロライン（アーサー・ウェルズリー〈ローレンス・オリヴィエ〉）
- レッド・バロン（オーウェン〈トム・アダムス〉）
- ワンス・アポン・ア・タイム・イン・チャイナ&アメリカ 天地風雲（保安官）

#### ドラマ
- 悪魔の異形 #13（マンダース博士）
- アボンリーへの道（サローズ巡査、副総督、警官）
- アメリカン・ヒーロー #40
- アリー my Love（マーク・ハリソン〈サム・アンダーソン〉）
- ER緊急救命室（牧師〈フランク・カリファーノ〉）
- インディ・ジョーンズ/若き日の大冒険
- WITHOUT A TRACE/FBI 失踪者を追え!2（薬剤師）
- ウルトラマンG（アイク・ユベロス〈ディヴィッド・グリボウスキー〉）
- X-ファイル ※ソフト版
  - シーズン1 #5 「ジャージー・デビル」（ダイアモンド博士〈グレゴリー・シエラ〉）
  - シーズン1 #6「影」（ロバート・ドーランド〈バリー・プリマス〉）
- クライム・ストーリー（ロイド・マクマナス〈ジョン・ベントレー〉）
- 刑事ナッシュ・ブリッジス（パトリック・マクイストン）
- ザ・ホワイトハウス（エベレット〈デヴィッド・ラッシュ〉）
- 三国志演義（魯粛）※NHK-BS2版
- 13日の金曜日（ヘンリー）
- 新スタートレック
  - 愛の化身オダン（レーサル・バイン）
  - 流浪のベイジョー星人（キーヴ・フェロナ〈スコット・マーロウ〉、ミスター・モット〈ケン・ソーレイ〉、転送部員）
  - 究極のパートナー（オーリック首相〈ミッキー・コトレル〉、鉱夫1）
  - タイム・スリップ・エイリアン・前編（ドアマン、科学者）
  - タイム・スリップ・エイリアン・後編（警官）
  - TRUEQ（オーンロート〈ジョン・P・コノリー〉）
  - 戦闘種族カーデシア星人（エドワード・ジェリコ大佐〈ロニー・コックス〉）
  - ボーグ変質の謎・前編（アルバート・アインシュタイン〈ジム・ノートン〉）
- 新スパイ大作戦（ビートソン）
- ダークスカイ（ジェラルド・R・フォード）
- 探偵ハート&ハート
- 地上最強の美女バイオニック・ジェミー（博士）
- 超音速ヒーロー ザ・フラッシュ ※日本テレビ版
- 特攻野郎Aチーム シーズン1 #10（ラドラム将軍）
- 南北戦争物語 愛と自由への大地（ダラム）
- ハット・スクワッド 帽子の騎士たち
- 犯罪捜査官ネイビーファイル（オリー〈オリバー・ノース〉）#15
- フリッパー（学長、クレイトン）
- マックス・ヘッドルーム（ペラ）
- ミス・マープル カリブ海の秘密（ネイピア総督）
- 名探偵ポワロ ※NHK版
  - 4階の部屋（警官）
  - グランド・メトロポリタンの宝石盗難事件（医者）
- モンスターズ シーズン1 #20（医者）
- ロンドン特捜隊スウィーニー（フランク・ハスキンズ〈ガーフィールド・モーガン〉）

#### アニメ
- アラジンの大冒険（ハーラン）
- パディントン・ベア〜王妃に会ったパディントン
- まんが宇宙大作戦（市長）

### 特撮
※上記テレビドラマも参照
1974年
- イナズマンF（ボイラーデスパーの声）

1982年
- 大戦隊ゴーグルファイブ（ハチモズーの声、第19話の医師）

1984年
- ペットントン（犬の声〈第17話〉、焼き芋屋〈第20話〉）

1985年
- 電撃戦隊チェンジマン（マーゾの声、ハウストの声、バラスの声、シーラの声、ギロムの声、ゾルバスの声、カーゲの声、ザドスの声、ジグラの声、ダリルの声）

1987年
- 超人機メタルダー（モンスター軍団暴魂バンコーラの声）

1988年
- 仮面ライダーBLACK（シーラカンス怪人の声）
- 仮面ライダーBLACK RX（怪魔ロボット・キューブリカンの声、怪魔獣人ガイナガモスの声、怪魔妖族ズノー陣の声、怪魔ロボット・トリプロン2号の声、怪魔異生獣アントロントの声、怪魔獣人ガイナギンガムの声、怪魔ロボット・エレギトロンの声、怪魔ロボット・シュライジンの声、最強怪人グランザイラスの声、ライダーマンの声、仮面ライダーアマゾンの声、仮面ライダースーパー1の声）
- 世界忍者戦ジライヤ（先代ジライヤの声）
- 超獣戦隊ライブマン（イカリヅノーの声、ケンヅノーの声、トウメイヅノーの声、ハッカーヅノーの声）

1989年
- 機動刑事ジバン（キラーノイドの声、ムシノイドの声、アナウンサーの声〈第35話〉）
- 高速戦隊ターボレンジャー（ヤシキボーマの声、コブボーマの声、カセキボーマの声、フジミボーマの声、ガンマンボーマの声）

1990年
- 地球戦隊ファイブマン（ガガーギンの声、ライオギンの声、ワニカエルギンの声、ヒョウコブラルギンの声）
- 特警ウインスペクター（マドックスの声）

1991年
- 鳥人戦隊ジェットマン（スナイパーキャットの声）

1992年
- 恐竜戦隊ジュウレンジャー（ドーラミノタウロスの声、ドーラコカトリス2号の声、ドーラエンドスの声、強化ゴーレム兵の声、ドーラシルキスの声）
- 特捜エクシードラフト（デュークの声）

1994年
- 忍者戦隊カクレンジャー（テングの声）

1997年
- 電磁戦隊メガレンジャー（カマキリネジラーの声）

1999年
- 救急戦隊ゴーゴーファイブ（司祭サイマ獣ハレルヤンの声）

2001年
- 百獣戦隊ガオレンジャー（カジヤオルグの声）

2004年
- 特捜戦隊デカレンジャー（ヌマ・O長官の声）

### ボイスオーバー
- アナザーストーリーズ 運命の分岐点（NHK BSプレミアム）
  - 「アポロ13号の奇跡」（ディック・ダン、ケン・マッティングリーの声）
- NHKスペシャル（NHK総合）
- NHKワールドTV（NHKワールド・プレミアム）
- 海外ドキュメンタリー・ドラマ「火星をめざして〜4億キロの有人探査計画〜」（ユージン・サーナンの声）
- 知への旅「グレートブックス 宇宙戦争」（アントニー・D・スミス、レナード・ニモイの声）
- ドキュメント地球時間「ヒトラーの側近たち」第2シリーズ（G・バッハ検察官、W・シュテルン、イシュトヴァン・ドモンコシュ）
- BBCセレクション（NHK BS）
- BS世界のドキュメンタリー シリーズ 市民の20世紀（NHK BS）
- プライム10（NHK総合）
- フランケンシュタインの誘惑 科学史 闇の事件簿（リチャード・ローズの声）
- ボース＝アインシュタイン凝縮の世界（カール・ワイマン、ダニエル・クレップナーの声）
- 報道ステーション（テレビ朝日、ドナルド・トランプの声）

### ナレーション
- ザ・ラストショー〜エンディング図鑑〜（2012年、テレビ朝日）
- ビデオ 市民の20世紀シリーズ（2001年発売、ビデオメーカー）
- ビデオ 日本の城シリーズ（1997年発売、日本ビクター）
- ネプ&ローラの爆笑まとめ!2016（TBS）
- フランケンシュタインの誘惑 科学史 闇の事件簿 番宣CM（NHK-BSプレミアム）
- みんなと学ぶ小学校国語教師用指導書音声編一年（2011年 / 朗読）

### パチンコ・パチスロ
- パチスロ キン肉マン（キン肉大王、ジャンクマン）
- パチンコ・パチスロ「ガン×ソード」（ガドヴェド・ガオード）

### その他のコンテンツ
- 機動戦士ガンダム0079カードビルダー（リード中尉、ジーン・コリニー提督、トワニング准将）
- 東京ディズニーランド
  - 白雪姫と七人のこびと（クマ）

### シリーズ一覧
1. ↑  テレビシリーズ（1988年 - 1990年）、特別編『究極対至高 長寿料理対決!!』（1992年12月11日）
2. ↑  第2作『2』（1988年）、第4作『'91』（1991年）
3. ↑  第1作（2002年）、第3作『The Second Raid』（2005年）
4. ↑  『しまじろう ヘソカ』（2011年）、『しまじろうのわお!』（2012年）
5. ↑  『SPIRITS』（2007年）、『WARS』（2009年）